# Thomas Sutler Williams

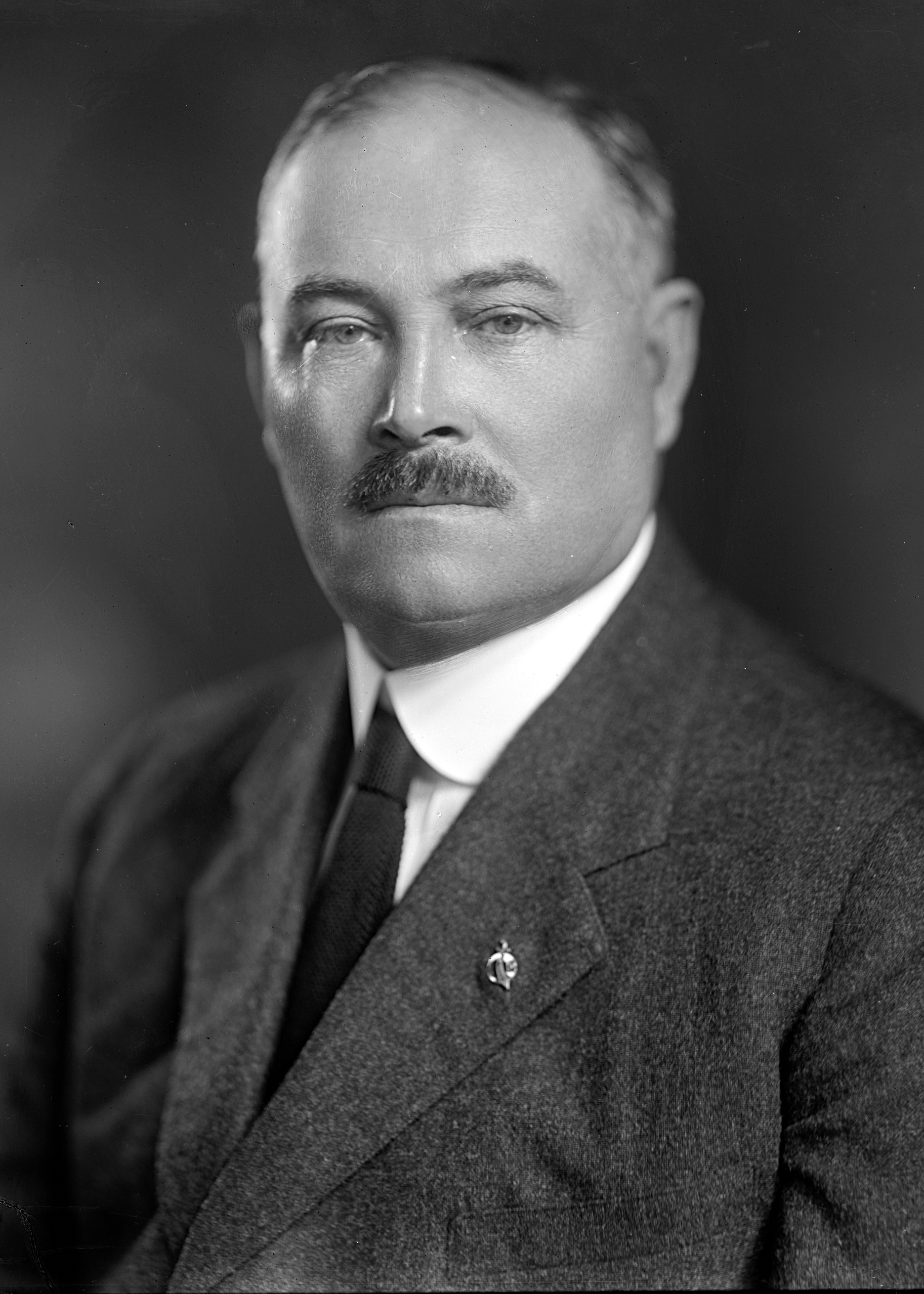
Thomas Sutler Williams

Thomas Sutler Williams (* 14. Februar 1872 in Louisville, Illinois; † 5. April 1940 in Washington, D.C.) war ein US-amerikanischer Jurist und Politiker. Zwischen 1915 und 1929 vertrat er den Bundesstaat Illinois im US-Repräsentantenhaus; anschließend wurde er Bundesrichter.

## Werdegang
Thomas Williams besuchte die öffentlichen Schulen seiner Heimat, die Louisville High School und das Austin College in Effingham. Nach einem anschließenden Jurastudium und seiner 1897 erfolgten Zulassung als Rechtsanwalt begann er in Louisville in diesem Beruf zu arbeiten. Zwischen 1897 und 1899 war er auch juristischer Vertreter seiner Heimatstadt. Politisch wurde er Mitglied der Republikanischen Partei. In den Jahren 1899 bis 1901 saß er als Abgeordneter im Repräsentantenhaus von Illinois. Zwischen 1907 und 1909 war er Bürgermeister von Louisville. Von 1908 bis 1915 fungierte Williams als Staatsanwalt im Clay County. Im Jahr 1920 wurde er Eigentümer und Herausgeber der in Louisville erscheinenden Zeitung Clay County Republican. Seit 1926 lebte er in Harrisburg.
Bei den Kongresswahlen des Jahres 1914 wurde Williams im 24. Wahlbezirk von Illinois in das US-Repräsentantenhaus in Washington gewählt, wo er am 4. März 1915 die Nachfolge des Demokraten H. Robert Fowler antrat. Nach sieben Wiederwahlen konnte er bis zu seinem Rücktritt am 11. November 1929 im Kongress verbleiben. Von 1919 bis 1921 war er Vorsitzender des Ausschusses zur Kontrolle der Ausgaben des Handelsministeriums. In seine Zeit als Kongressabgeordneter fiel der Erste Weltkrieg. In den Jahren 1919 und 1920 wurden der 18. und der 19. Verfassungszusatz ratifiziert.
Thomas Williams legte sein Abgeordnetenmandat am 11. November 1929 nieder, nachdem er zum Bundesrichter am Court of Claims ernannt worden war. Er bekleidete dieses Amt bis zu seinem Tod am 5. April 1940.